# Romain Grosjean
Romain David Jérémie Grosjean Brandt (Ginevra, 17 aprile 1986) è un pilota automobilistico francese con cittadinanza svizzera, ex pilota di Formula 1 ora impegnato nel campionato americano IndyCar. Inoltre dal 2023 diventa pilota ufficiale del marchio italiano Lamborghini.
È stato soprannominato The Phoenix ("La Fenice") dopo essere sopravvissuto ad un incidente avvenuto al Gran Premio del Bahrein 2020 nel quale la sua vettura si è incendiata.

## Carriera

### Esordi
Figlio di un avvocato appassionato di automobilismo e pilota dilettante nelle gare in salita, nel 1997 Romain Grosjean inizia a cimentarsi nel karting, prima per divertimento e in seguito a livello agonistico. Nel 2003 Grosjean passò alle monoposto, esordendo nel Campionato svizzero di Formula Renault 1.6 e diventandone dominatore assoluto con la vittoria di tutte le dieci gare in programma. Disputò poi due stagioni nel campionato francese, vincendolo al secondo tentativo, con la conquista di dieci vittorie. Grazie a questo risultato Grosjean entrò a far parte del Renault Driver Development, programma della Renault volto a favorire la carriera di piloti promettenti.
Nel 2006 il pilota svizzero iniziò a correre con licenza francese, disputando il Campionato europeo di F3 e chiudendo con il tredicesimo posto in classifica finale. Rimasto in Euro Series anche nel 2007, Grosjean fece suo il campionato all'ultima gara in programma, dopo un lungo duello con Sébastien Buemi. Nel 2008 Grosjean esordì nella nuova GP2 Asia Series, al volante di una vettura del team ART. Il pilota ginevrino vinse il campionato, conquistando quattro vittorie e 61 punti.

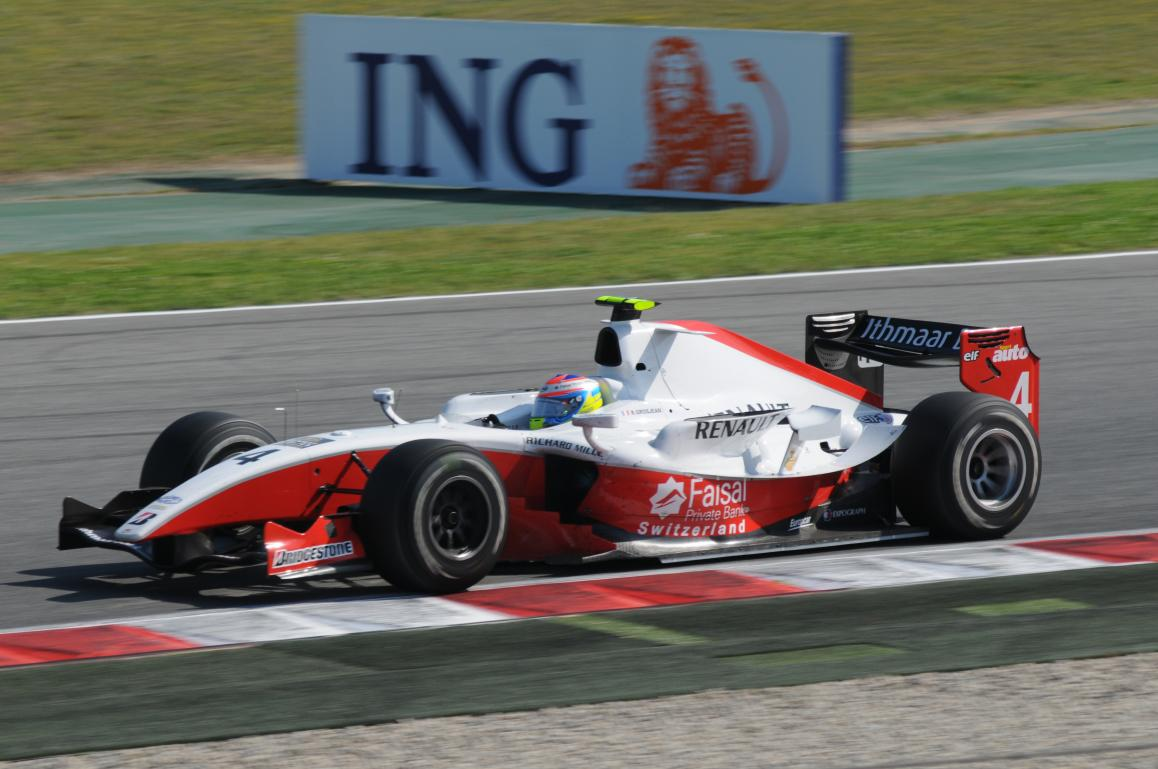
Grosjean in GP2 nel 2008.

Nello stesso anno Grosjean competé anche nel campionato di GP2, sempre per il team ART e chiuse la stagione in quarta posizione, alle spalle del vincitore Giorgio Pantano e dei brasiliani Bruno Senna e Lucas Di Grassi. Non confermato dalla ART per il 2009, Grosjean passò al team Barwa Addax, al fianco del russo Vitalij Petrov. Dopo aver dominato i primi due appuntamenti del campionato, nei quali conquistò due vittorie e un secondo posto, nelle quattro gare successive il pilota franco-svizzero raccolse solo due quarti e due quinti posti, perdendo la testa del campionato a favore di Nico Hülkenberg. Chiamato in Formula 1 dalla Renault, Grosjean non disputò le ultime quattro gare in programma, chiudendo comunque la stagione al quarto posto, come l'anno precedente. Il team Renault, passato nel frattempo di proprietà al fondo di investimento Genii Capital, non confermò Grosjean per il 2010, preferendogli il suo ex compagno di squadra in GP2 Vitalij Petrov.

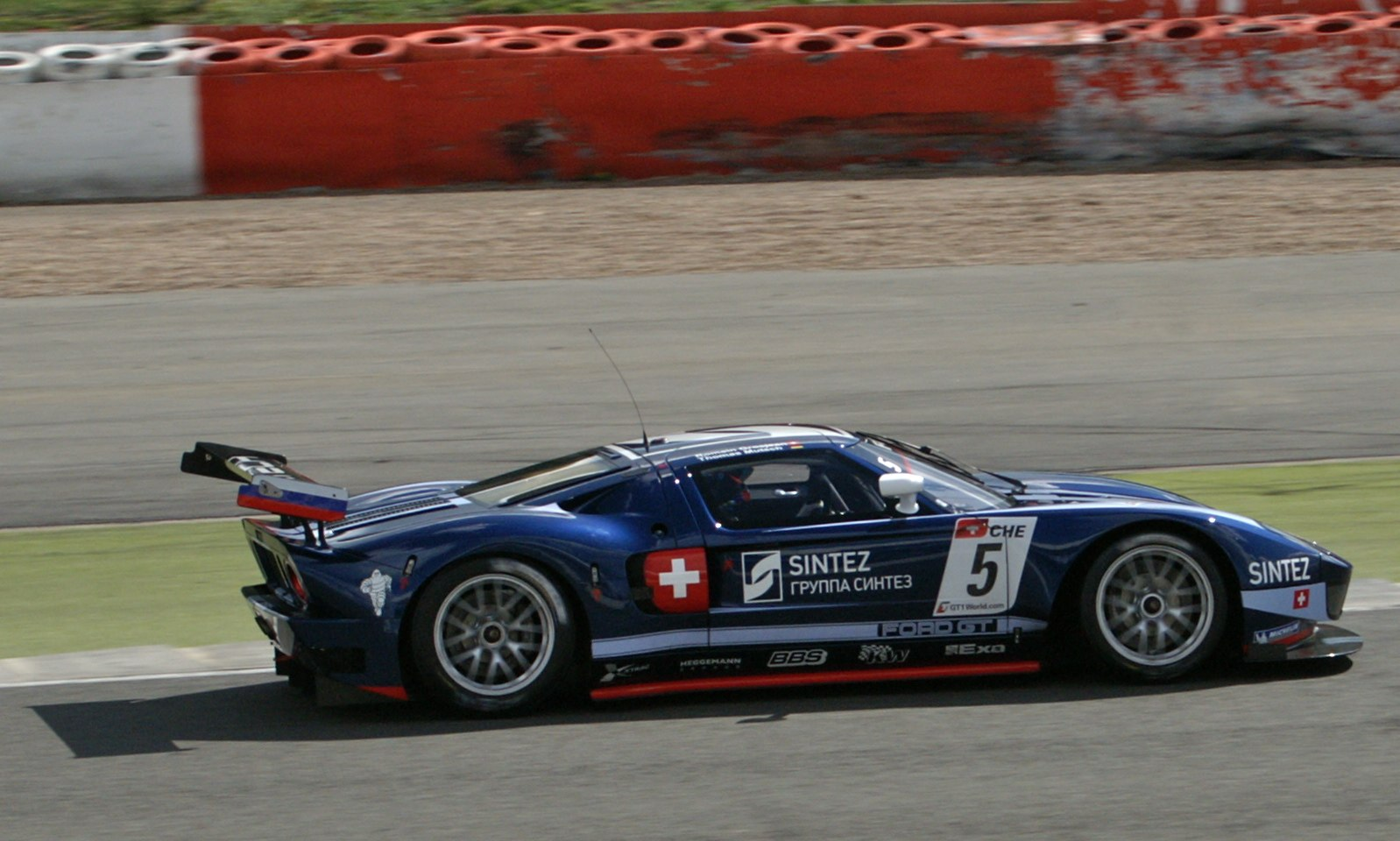
La Ford GT condivisa con Mutsch a Silverstone nel 2010

Dopo le delusioni della stagione precedente, nel 2010 Grosjean ritrovò gli stimoli per gareggiare e provò a rilanciare la propria carriera partendo dalle competizioni Gran Turismo. Con una Ford GT partecipò alla 24 Ore di Le Mans, conclusa con il ritiro, e ad alcune prove del Campionato mondiale GT1, vincendo a Yas Marina e Brno; alla 24 Ore di Spa, disputata al volante di una MT900R colse un sedicesimo posto assoluto e terzo di classe. Nel corso della stagione rifiutò un ingaggio nel DTM per accettare l'offerta della DAMS e tornare a gareggiare nella GP2 Series dove ottenne due podi. Con la squadra francese partecipò anche all'Auto GP conquistando il campionato davanti all'italiano Edoardo Piscopo, grazie a quattro vittorie, un secondo e due terzi posti, su otto gare disputate. Partecipò anche allo sviluppo degli pneumatici Pirelli per la Formula 1.
Nel 2011 Grosjean tornò a competere a tempo pieno in GP2, sempre con la DAMS. Il pilota svizzero si impose nella prima gara della stagione, disputata a Istanbul, non facendo poi segnare punti nel successivo appuntamento a Barcellona. Dopo un iniziale duello con Giedo van der Garde, il pilota franco-svizzero conquistò altre quattro vittorie, vincendo il campionato con largo vantaggio su Luca Filippi. Tornato nel ruolo di tester nel team Renault (nel frattempo rinominato Lotus), Grosjean disputò la sessione di prove libere del venerdì mattina nelle ultime due gare della stagione.

### Formula 1

#### Il debutto con Renault (2009)

##### 2009

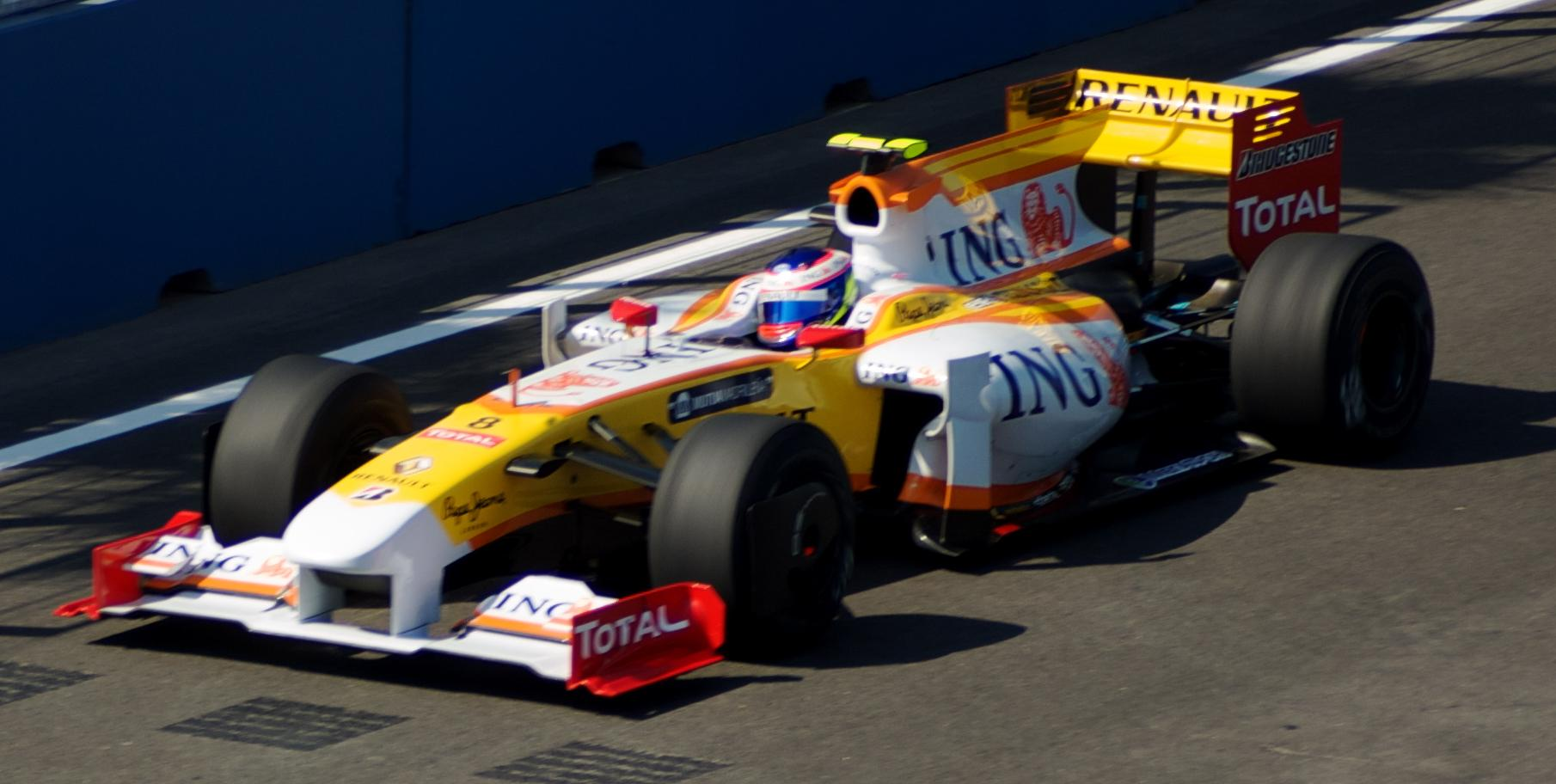
Grosjean al Gran Premio d'Europa 2009

Nel 2009 Grosjean venne nominato collaudatore della Renault, prendendo il posto di Nelson Piquet Jr., che era stato ingaggiato come pilota titolare al fianco di Fernando Alonso. All'indomani del Gran Premio d'Ungheria la Renault annunciò il licenziamento di Nelson Piquet Jr., che non aveva fino a quel momento ottenuto piazzamenti a punti.
Al suo posto fu promosso titolare Grosjean, che fece così il proprio esordio in Formula 1 nel Gran Premio d'Europa 2009, a Valencia, e concludendo la gara in quindicesima posizione. Nelle gare successive Grosjean non ottenne risultati di rilievo, anche per via di numerosi incidenti, della mancanza di test e per la scarsa competitività della vettura. Il miglior piazzamento in gara fu un tredicesimo posto nel Gran Premio del Brasile.

#### Il ritorno con Lotus (2012-2015)

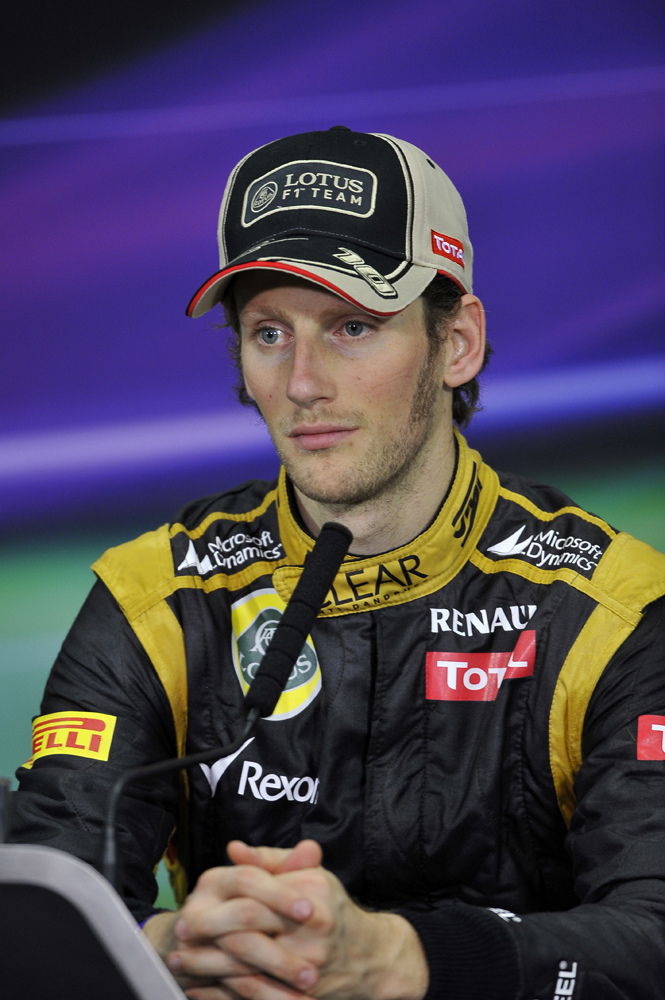
Grosjean alla Lotus nel 2012.

##### 2012

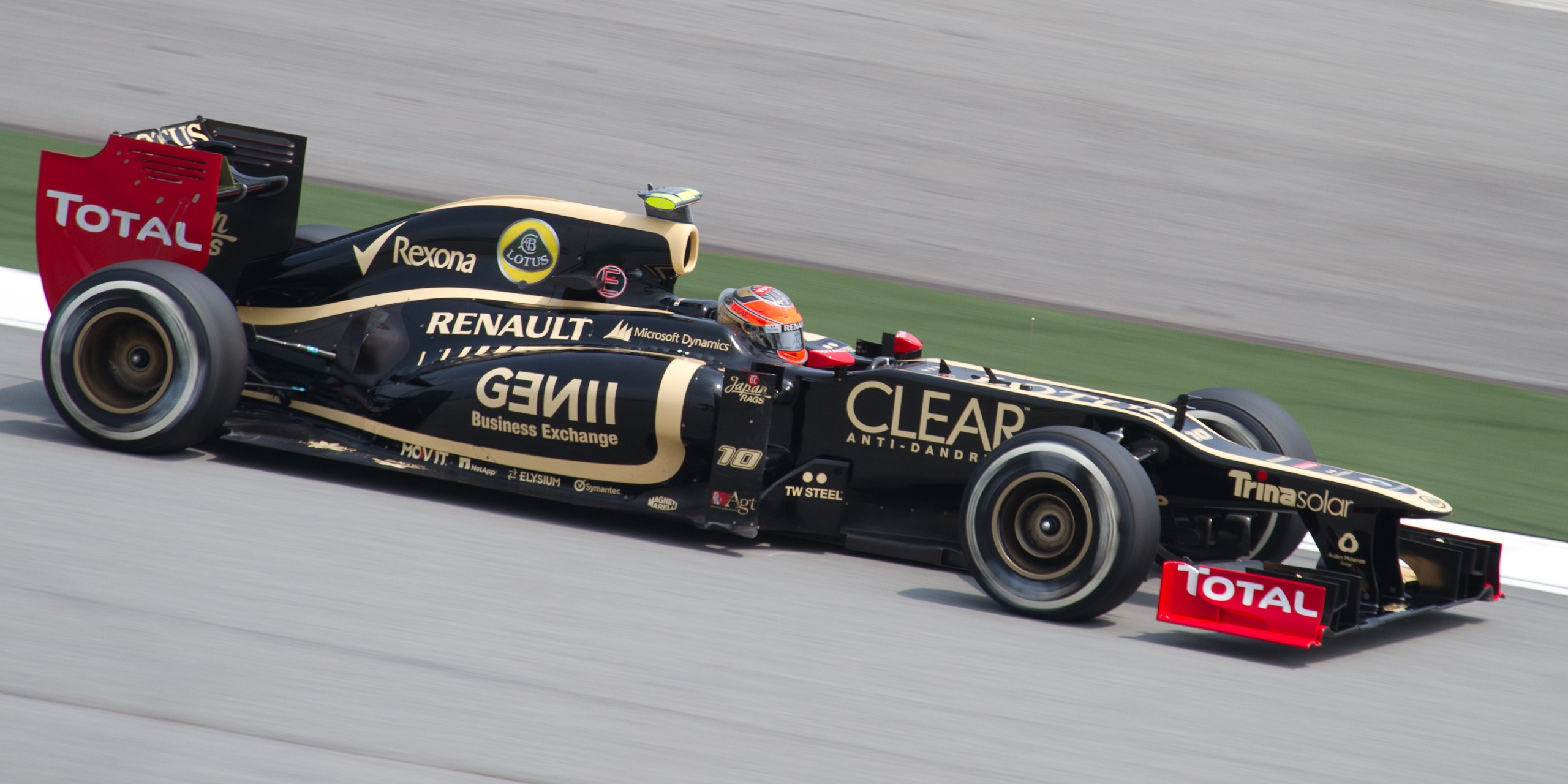
Grosjean al Gran Premio della Malesia 2012

La vittoria nel campionato GP2 e il supporto economico della Total garantirono a Grosjean la promozione a pilota titolare alla Lotus, al fianco del rientrante Kimi Räikkönen. La stagione del pilota franco-svizzero fu caratterizzata da parecchi alti e bassi. Nella gara di apertura, in Australia, Grosjean ottenne un brillante terzo posto in qualifica, uscendo però di gara dopo poche tornate in seguito a una collisione con Pastor Maldonado. Dopo un altro ritiro per incidente nelle prime fasi di gara del Gran Premio della Malesia, in Bahrein ottenne il suo primo podio in carriera, tagliando il traguardo in terza posizione alle spalle del compagno di squadra.
Nel successivo Gran Premio di Spagna, chiuso al quarto posto, Grosjean fece segnare per la prima volta in carriera il giro più veloce in gara. In Canada ottenne un altro podio, conquistando il secondo posto alle spalle di Lewis Hamilton. A Valencia, sede del Gran Premio d'Europa, il pilota franco-svizzero fu costretto al ritiro per la rottura dell'alternatore mentre occupava la seconda posizione. Nel Gran Premio d'Ungheria Grosjean salì nuovamente sul podio, tagliando il traguardo in terza posizione dopo essere scattato al secondo posto in griglia di partenza.
Nel successivo Gran Premio del Belgio, Grosjean causò una collisione multipla in partenza, colpendo Lewis Hamilton e ponendo fine alla gara dell'inglese, di Fernando Alonso e di Sergio Pérez. Ritenuto responsabile della collisione dai commissari, il pilota franco-svizzero fu punito con una squalifica per il successivo Gran Premio d'Italia e con 50 000 euro di multa, risultando il primo pilota a saltare una gara per motivi disciplinari dopo Michael Schumacher nel 1994.
In seguito alla squalifica, Grosjean non ottenne risultati degni di nota, venendo oltretutto coinvolto in altri incidenti al primo giro e venendo definito da Mark Webber "il folle del primo giro". Nonostante ciò, la Lotus decise di confermare Grosjean anche per il 2013.

##### 2013

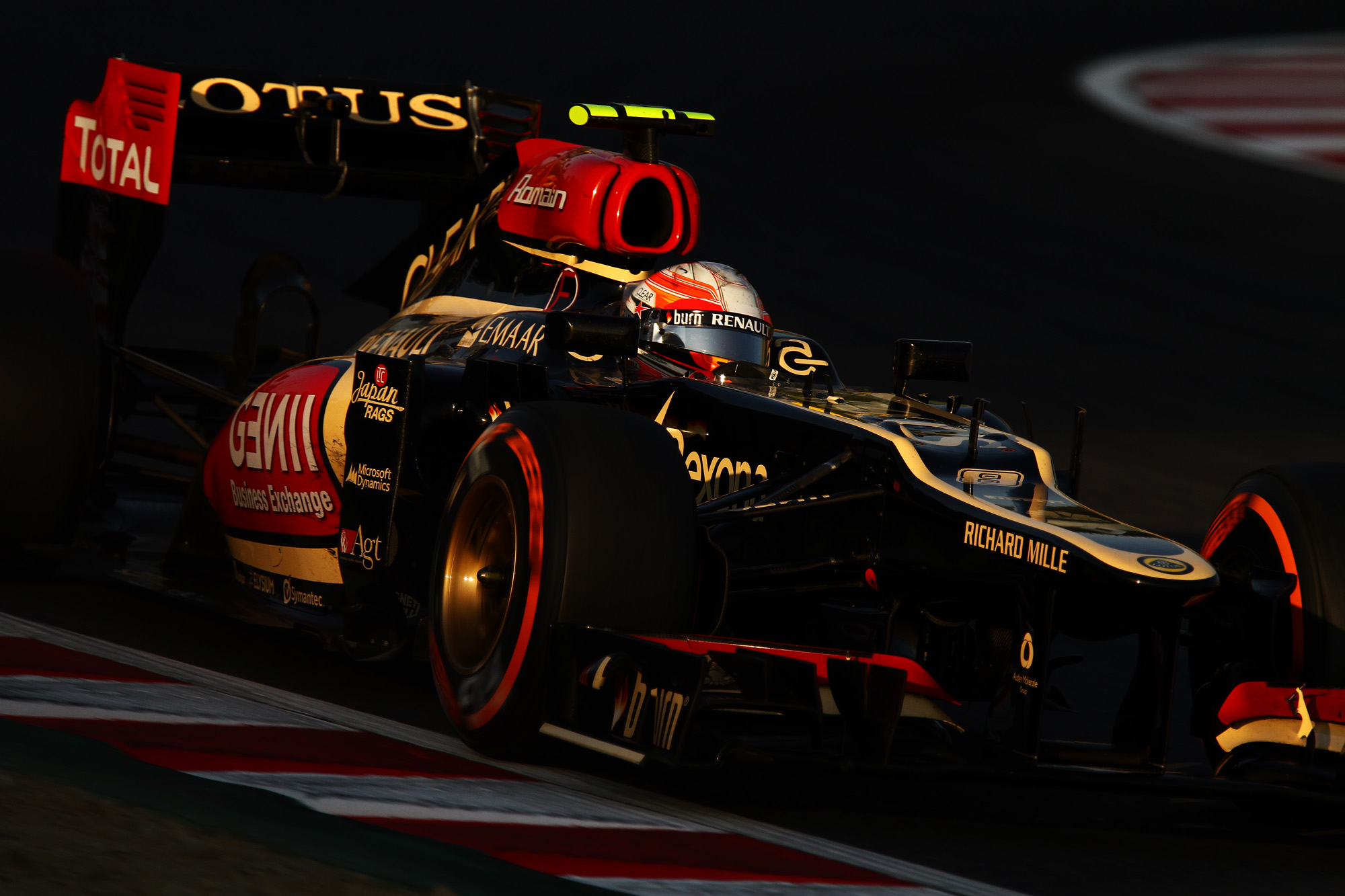
Grosjean nel 2013.

La stagione 2013 parte male con un deludente 10º posto in Australia. Le cose non cambieranno nelle successive due gare, dove il franco-svizzero non andrà oltre un 6º posto in Malesia. In Bahrein contro ogni pronostico riuscirà ad arrivare sul podio, giungendo 3º dopo un lungo duello con Paul di Resta dove avrà la meglio il pilota della Lotus.
Dopo l'ottimo podio in Bahrein il francese non andrà a punti per quattro gare consecutive, complici tre ritiri in Spagna, Monte Carlo, Gran Bretagna e un 13º posto in Canada. A Monte Carlo è protagonista di uno spettacolare incidente (da lui causato) con il pilota della Toro Rosso Daniel Ricciardo e ponendo fine alla gara dell'australiano: tale manovra gli costò dieci posizioni di penalità nel successivo Gran Premio del Canada 2013. Dopo questo periodo, in Germania ritornerà inaspettatamente sul podio giungendo 3º, alle spalle di Kimi Räikkönen e Sebastian Vettel. In Ungheria il pilota della Lotus è autore della sua miglior qualifica stagionale, effettuando il 3º tempo. Tuttavia in gara giungerà solo 6º, a causa di un contatto con Jenson Button, mentre era in lotta per la 3ª posizione. Al termine della gara viene penalizzato di 20 secondi, ma ciò non influirà sul posizionamento in classifica. Dal Gran Premio di Singapore in poi ottenne ottime prestazioni sia in qualifica sia in gara risultando il pilota a conquistare più punti nelle ultime gare stagionali dopo Vettel.

##### 2014
A dicembre 2013 viene ufficializzato il suo rinnovo con la Lotus per la stagione 2014, con al suo fianco il venezuelano Pastor Maldonado in uscita dalla Williams. Per questa stagione, i piloti possono per la prima volta scegliere il numero della loro vettura, con Grosjean che opta per l'8. La stagione si dimostra povera di risultati e molto complicata. Romain riuscirà a conquistare solo otto punti, frutto di due ottavi posti in Spagna e a Monaco, piazzandosi al 14º posto in classifica piloti.

##### 2015
La stagione successiva si dimostra più prolifica, grazie al passaggio della Lotus al motopropulsore Mercedes, più performante di quello francese della Renault. Grosjean ottiene due settimi posti in Cina e Bahrain. Un risultato di rilievo arriva al Gran Premio del Belgio, nel quale il francese riesce a classificarsi terzo grazie a una foratura per Sebastian Vettel. Concluderà poi la stagione con un nono posto ad Abu Dhabi, piazzandosi, con 51 punti conquistati, all'undicesimo posto della classifica piloti.

#### Il passaggio alla Haas e il ritiro (2016-2020)

##### 2016

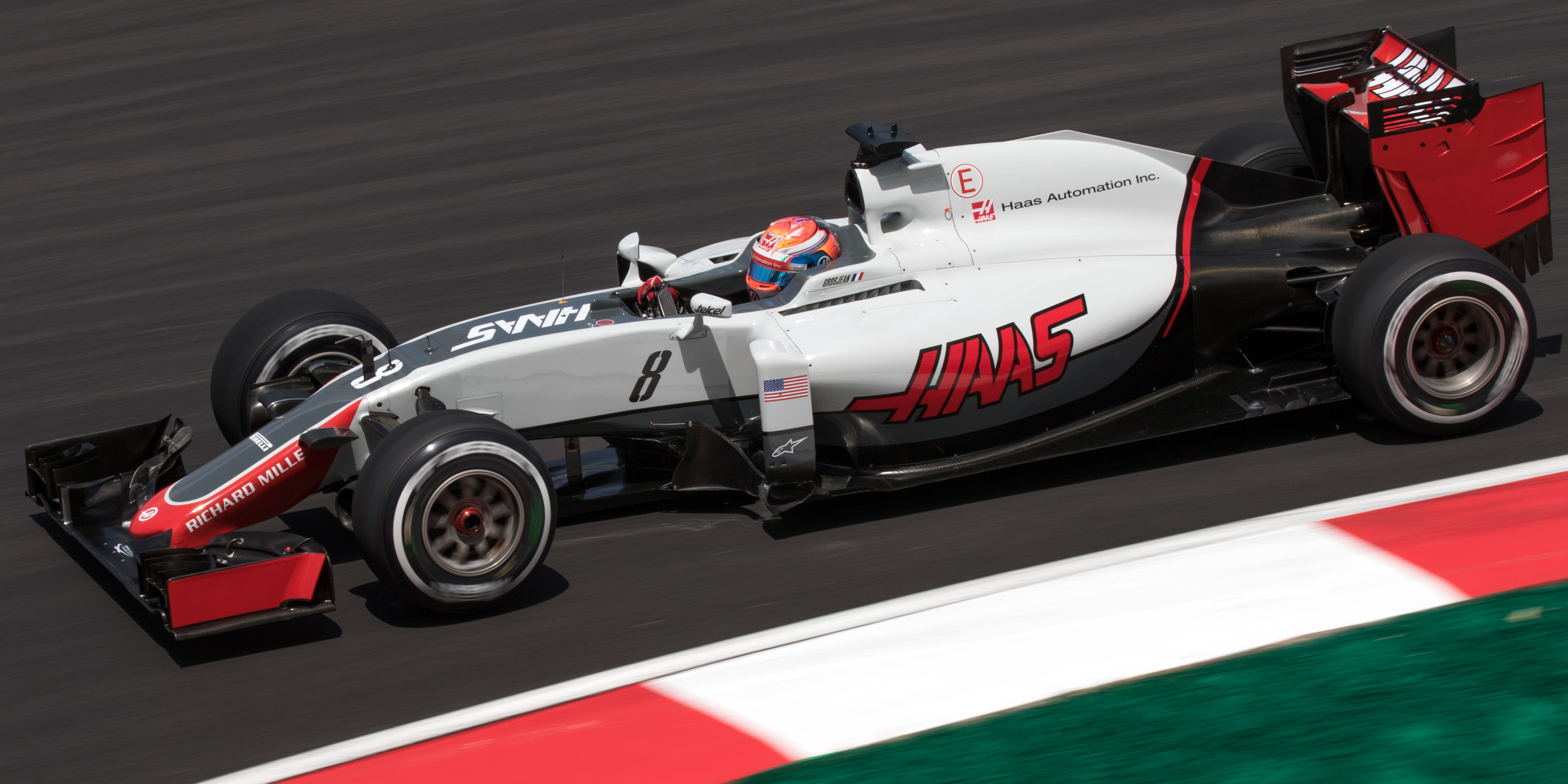
Grosjean con la VF-16 in Malaysia.

Per il campionato 2016 è stato ingaggiato dalla scuderia esordiente Haas. La stagione parte benissimo con il sesto posto nella gara inaugurale in Australia e il quinto in Bahrein; dopo una gara deludente in Cina, chiusa in diciannovesima posizione, torna a punti nel Gran Premio di Russia, chiuso in ottava posizione. Dopo gare deludenti (tre piazzamenti fuori dalla zona punti e un ritiro) torna in zona punti in Austria, settimo. Dopo tale Gran Premio, il pilota francese giunge a punti solo negli Stati Uniti d'America, dove chiude decimo. Termina la stagione con 29 punti, in tredicesima posizione assoluta.
Dopo il ritiro di Jenson Button, Grosjean lo sostituisce come direttore dell'Associazione Piloti.

##### 2017
Nel 2017 viene confermato dalla Haas, mentre il suo compagno di scuderia diventa Kevin Magnussen, proveniente dalla Renault. Durante la stagione riesce ad andare a punti otto volte, con il sesto posto in Austria quale miglior piazzamento. Ottiene un totale di 28 punti, concludendo la stagione al tredicesimo posto della classifica piloti, come nel 2016.

##### 2018

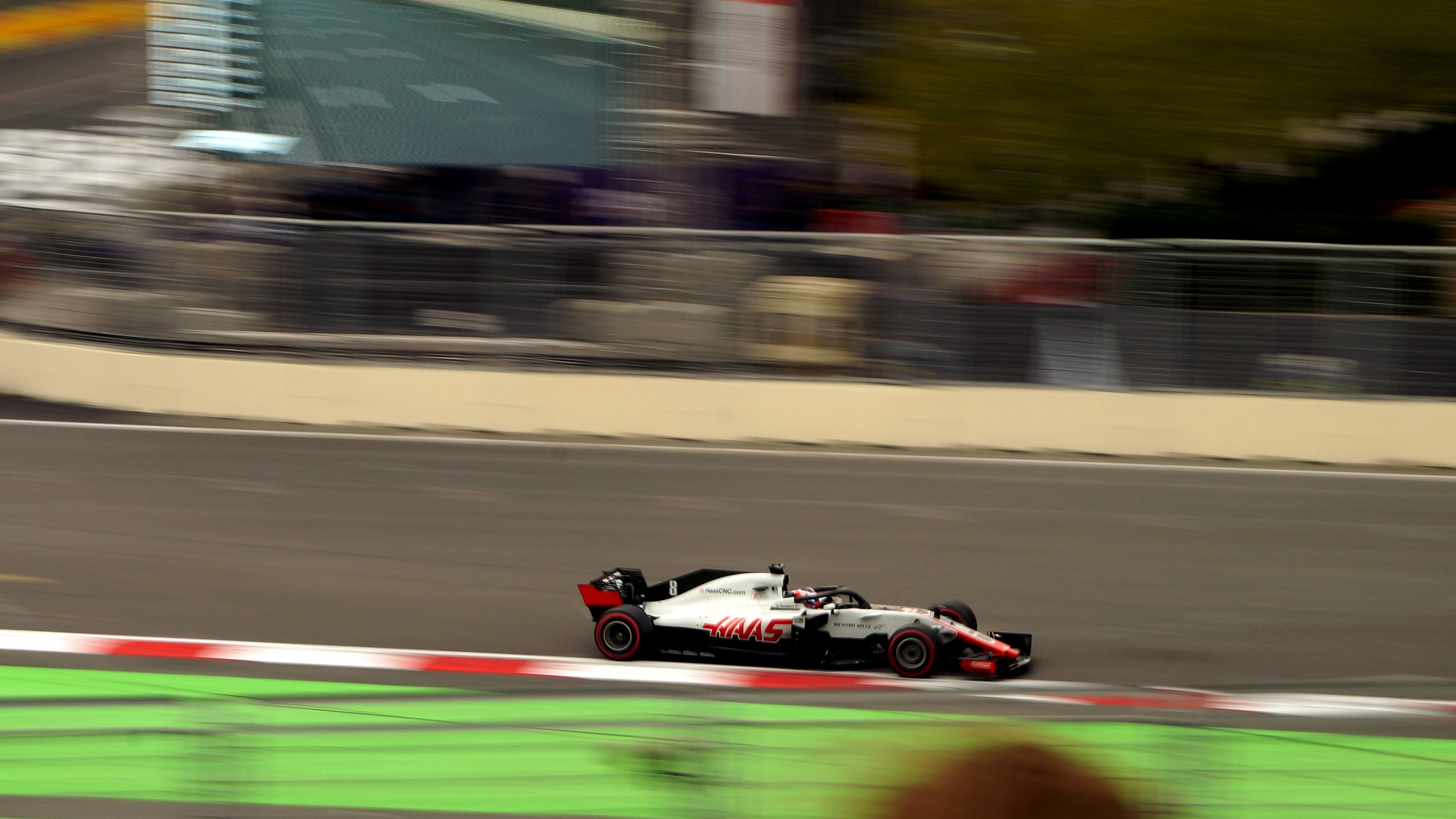
Il francese al Gran Premio d'Azerbaigian 2018

Il francese apre il 2018 con un ritiro in Australia, mentre si trovava in quarta posizione, a causa di una ruota mal fissata nel pit stop. Nelle gare successive ottiene solo piazzamenti nelle retrovie non riuscendo ad andare a punti. In Azerbaigian e in Spagna è costretto al ritiro dopo alcuni incidenti. Neanche nelle gare successive termina a punti, ottenendo risultati peggiori rispetto a quelli del compagno Magnussen.
I primi punti arrivano in Austria con un ottimo quarto posto, che rappresenta il migliore risultato della scuderia Haas. Nel successivo Gran Premio di Gran Bretagna, dopo essersi qualificato ottavo, termina la gara con un ritiro, causato da una collisione con Sainz. In Germania e Ungheria ottiene altri punti arrivando rispettivamente sesto e decimo. In Belgio conclude settimo, mentre il sesto posto ottenuto in pista a Monza gli viene revocato a causa di modifiche al fondo della monoposto giudicate irregolari dalla FIA. Gli ultimi punti per Grosjean arrivano in Giappone, Brasile e Abu Dhabi, e il francese termina il campionato in quattordicesima posizione con 37 punti.

##### 2019
La stagione 2019 si rivela negativa sia per il team sia per il pilota, che si ritira in ben sette occasioni. I suoi primi punti arrivano grazie a due decimi posti in Spagna e a Monaco. Nel Gran Premio di Germania arriva settimo, grazie alla penalità inflitta alle due Alfa Romeo Racing; sarà il suo miglior risultato in stagione. Nelle gare restanti non ottiene punti, chiudendo al diciottesimo posto in classifica generale con appena 8 punti, davanti alle sole due Williams.

##### 2020

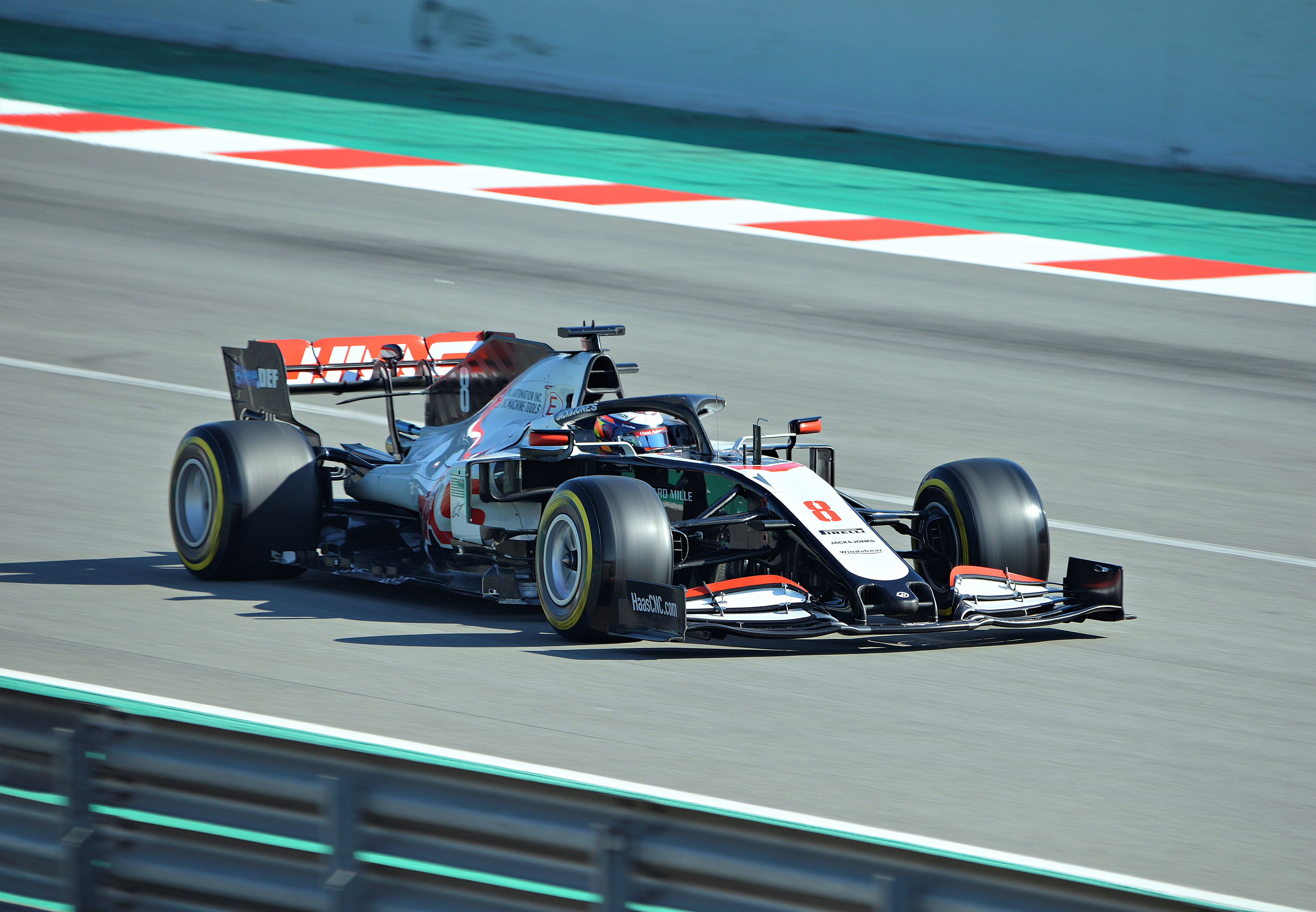
Grosjean durante i test prestagionali del 2020

Dopo cinque stagioni, quella del 2020 è l'ultima con il team Haas per Grosjean. La stagione si rivelerà comunque negativa, sia per lui sia per il team, a causa della scarsa competitività della vettura e della power unit Ferrari (avente un importante deficit di cavalli rispetto a Honda, Mercedes e Renault): Grosjean, infatti, raccoglie appena due punti, frutto di un nono posto nel Gran Premio dell'Eifel.
Il 29 novembre, nel corso del primo giro del Gran Premio del Bahrein, è protagonista di un violento incidente: in seguito a un contatto con il pilota dell’AlphaTauri Daniil Kvjat, la sua Haas colpisce un guardrail ad alta velocità, si spezza in due tronconi e prende immediatamente fuoco. La parte dell'auto con la cellula di sicurezza dell'abitacolo rimane incastrata nella barriera metallica, avvolta dalle fiamme. Grosjean riesce comunque a uscire dalla monoposto sulle proprie gambe e viene immediatamente soccorso dall'equipaggio della medical car. Successivamente il pilota, senza mai perdere conoscenza, viene trasferito in ospedale per ulteriori esami che accertano la presenza di alcune ustioni agli arti, che gli impediranno la partecipazione ai due Gran Premi successivi (in occasione dei quali viene sostituito da Pietro Fittipaldi, terzo pilota). Conclude così prematuramente la sua ultima stagione in Formula 1, conquistando due punti e classificandosi al diciannovesimo posto in classifica generale.

### IndyCar Series

#### L’esordio con Dale Coyne Racing (2021)

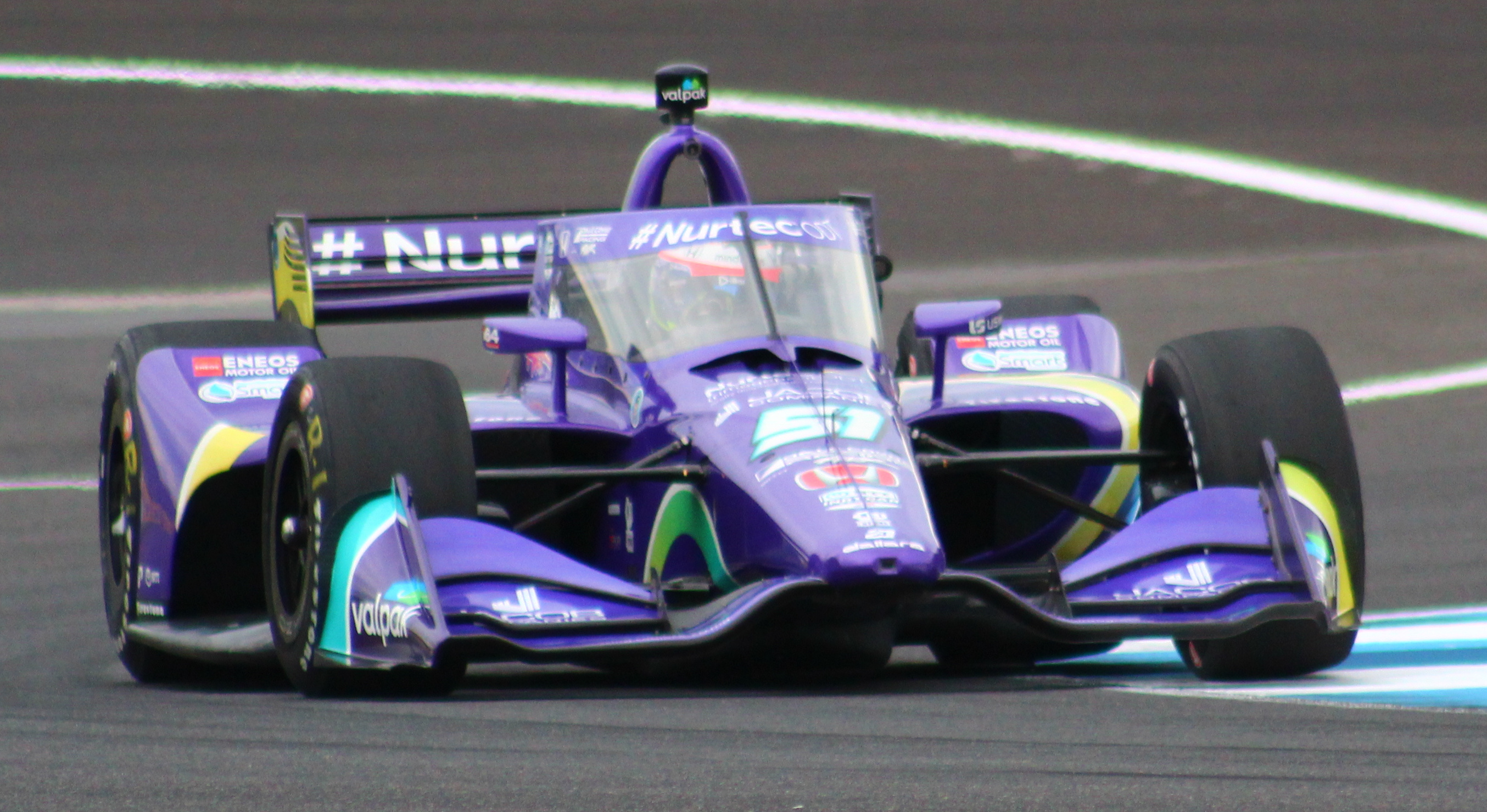
Grosjean alla guida della Dallara DW12 del team Dale Coyne Racing

Lasciata definitivamente la Formula 1, nel gennaio 2021 arriva l'annuncio, dopo diverse voci, dell'esordio in IndyCar Series. Il pilota francese ha annunciato il suo accordo con Dale Coyne Racing e dichiara che correrà tutte le gare eccetto gli ovali, dove verrà sostituito da Pietro Fittipaldi.
Nel primo weekend in IndyCar sul circuito di Birmingham si qualifica settimo a pochi centesimi dalla fast six, nella gara non riesce a mantenere la sua posizione di partenza e chiude al decimo posto, primo tra i Rookie. Dopo aver saltato le due gare in Texas essendo su piste ovali, nell’Indianapolis Grand Prix conquista la sua prima pole position in categoria, pole che mancava a Grosjean dai tempi della GP2. In gara viene superato da Rinus VeeKay grazie a una migliore strategia, e conclude secondo, conquistando il suo primo podio in IndyCar. Dopo aver saltato la 500 Miglia di Indianapolis, il 10 giugno annuncia che prenderà parte il 21 agosto a Gateway alla sua prima gara su un ovale.
Grosjean torna in pista a Detroit, in qualifica si dimostra molto competitivo grazie a un terzo tempo, in gara prima è rallentato da una foratura che gli fa perdere le prime posizioni e poi è costretto al ritiro per un incidente. A Road America disputa un'altra ottima gara dove conclude quinto, prendendo punti importanti per risalire la classifica, nella gara successiva a Mid-Ohio finisce nuovamente in top 10 con un settimo posto. La dodicesima gara stagionale si disputa sul Circuito di Indianapolis, Romain torna a podio con un ottimo secondo posto dietro a Will Power. Dopo due risultati fuori dalla top 10 il pilota francese conquista il suo terzo podio a Laguna Seca arrivando terzo grazie a una bellissima rimonta. Nell'ultima gara stagionale a Long Beach si qualifica nella top-sei ma in gara è costretto al ritiro. Chiude la stagione al quindicesimo posto e pur avendo saltato tre gare nella prima parte di stagione riesce a concludere secondo tra i Rookie.

#### Il passaggio al team Andretti (2022-2023)

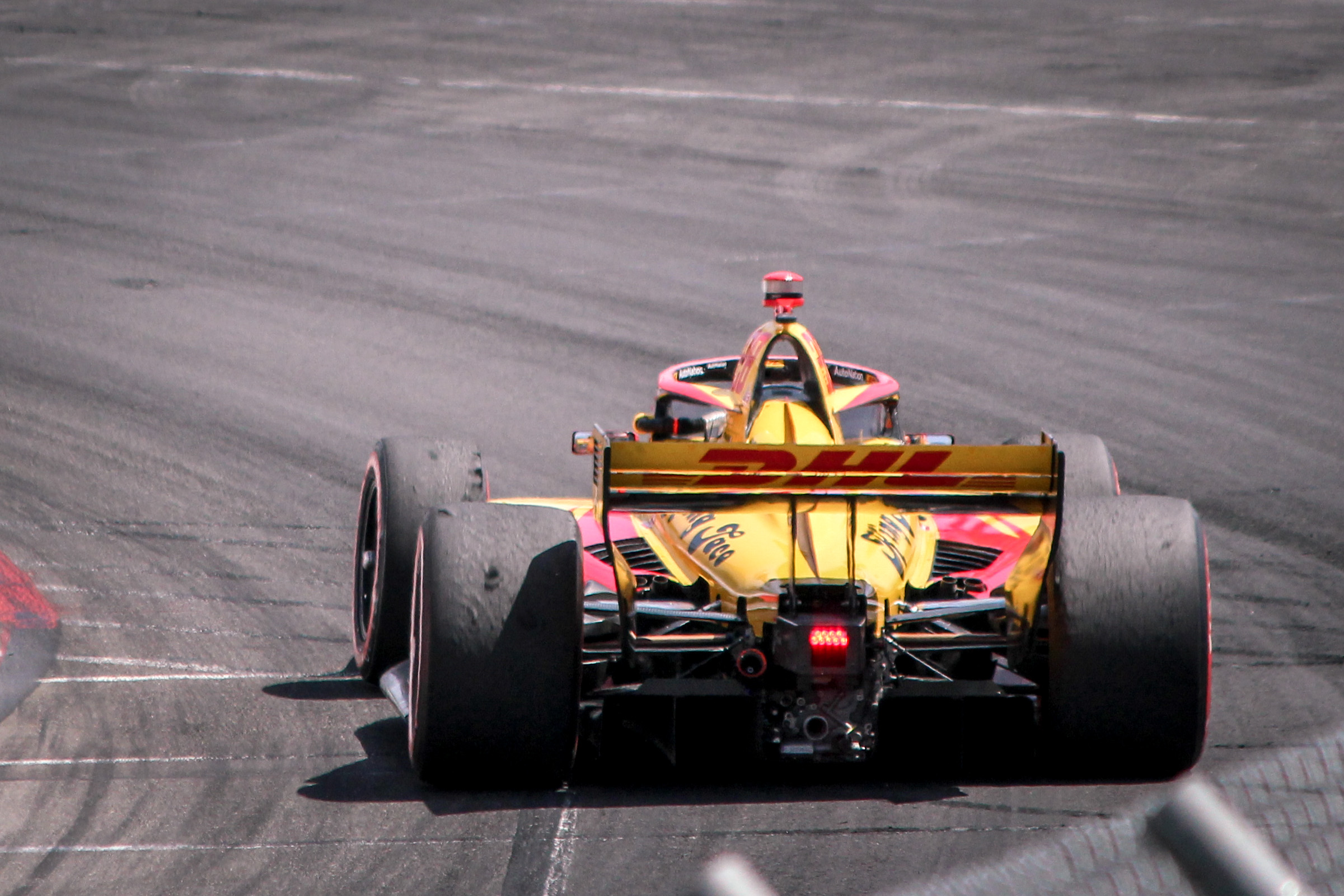
Gosjean con la Dallara n. 28 della Andretti Autosport

Il 24 settembre del 2021 viene annunciato Grosjean come pilota del team Andretti per la stagione 2022. L'esordio con il nuovo team risulta molto positivo, il francese chiude quinto dietro il suo compagno Colton Herta. Conquista il suo quarto podio nella serie durante il GP di Long Beach arrivando secondo dietro al due volte campione Indy, Josef Newgarden. Successivamente Romain disputa una buona gara in Alabama arrivando settimo nonostante una strategia sfavorevole. Durante la gara esegue un sorpasso nei confronti di Graham Rahal che fa nascere dibattiti sul suo stile di guida. Dopo di che segue però un periodo complicato nel corso della fase centrale della stagione. Ad Indianapolis, sul road course, coglie un diciassettesimo posto segnato da un contatto con Jack Harvey e dall'uso degli pneumatici morbidi sul bagnato. Nella Indy 500 coglie un ottimo nono posto in qualifica, alla prima esperienza, ma in gara è costretto al ritiro per un incidente. A Detroit chiude in una deludente diciassettesima posizione, ma a Road America riesce a chiudere quarto grazie ad una condotta aggressiva nel finale di gara. Dopo altre due deludenti prestazioni a Mid Ohio e a Toronto, sull'ovale dell'Iowa entra due volte in top ten nelle due gare del weekend. A Nashville si qualifica secondo e in gara resta in lotta per il podio fino agli ultimi giri, prima di doversi ritirare per un incidente causato da Newgarden. Nell'ultima gara stagionale a Laguna Seca ottiene un bel settimo posto, chiudendo così al tredicesimo posto in classifica la sua seconda stagione nella serie americana.
Confermato per la sua terza stagione nella serie, Grosjean ottiene la pole position nella prima qualifica dell'anno, ma in gara è costretto al ritiro. A Long Beach ottiene il secondo posto dietro al suo compagno di team, Kyle Kirkwood. Nella corsa successiva a Birmingham ottiene la pole position ma in gara ottiene ancora il secondo posto dietro Scott McLaughlin. Dopo un ottimo inizio di stagione, i risultati di Grosjean peggiorano, riesce ad arrivare solo una volta in top 10. Chiude la stagione al tredicesimo posto come l'anno precedente  dietro ai suoi compagni Colton Herta e Kyle Kirkwood. A stagione conclusa Andretti, in maniera inaspettata, decide di non confermare Grosjean per la stagione successiva.

#### Juncos Hollinger Racing (2024)
Dopo l'addio al team Andretti, Grosjean si unisce al team Juncos Hollinger Racing, guidando la vettura numero 77. Dopo un inizio sotto le aspettative, il pilota francese sfiora il podio arrivando quarto a Laguna Seca.

#### Terzo pilota della Prema (2025-presente)
Per la stagione 2025 della IndyCar passa al team italiano Prema Racing nel ruolo di terzo pilota.

### Endurance
Il 6 dicembre 2022, Grosjean entra a far parte del programma Lamborghini LMDh con il team ufficiale Iron Lynx. Il pilota francese correrà col prototipo nel WEC a partire dalla stagione 2024. Nell’attesa correrà la 24 Ore di Daytona 2023 e le altre tre corse della Endurance Cup con una Lamborghini Huracan GT3 EVO2, in equipaggio con Mirko Bortolotti e Andrea Caldarelli. Grosjean debutta sulla Lamborghini SC63 insieme a Caldarelli durante i tre giorni di test sul circuito di Almeria in Spagna. L'esordio ufficiale arriva nella 12 Ore di Sebring 2024 dove l'equipaggio ottiene il settimo posto. Il francese prende parte anche alla 24 Ore di Le Mans dove ottiene il tredicesimo posto assoluto. 

## Risultati in gara

### Risultati delle gare in monoposto

#### F3 Euro Series
(legenda) (Le gare in grassetto indicano la pole position) (Le gare in corsivo indicano il giro più veloce in gara)
| Stagione | Squadra        | 1   | 2   | 3   | 4   | 5   | 6   | 7   | 8   | 9   | 10  | 11  | 12  | 13  | 14  | 15  | 16  | 17  | 18  | 19  | 20  | Punti | Pos. |
| -------- | -------------- | --- | --- | --- | --- | --- | --- | --- | --- | --- | --- | --- | --- | --- | --- | --- | --- | --- | --- | --- | --- | ----- | ---- |
| 2006     | Signature-Plus | HOC | HOC | LAU | LAU | OSC | OSC | BRH | BRH | NOR | NOR | NÜR | NÜR | ZAN | ZAN | CAT | CAT | BUG | BUG | HOC | HOC | 19    | 13º  |
| 2006     | Signature-Plus | 21  | 13  | 6   | 4   | 3   | 6   | 9   | 6   | 12  | 8   | 18  | 10  | 4   | 11  | Rit | 9   | 20  | 12  | SQ  | SQ  | 19    | 13º  |
| 2007     | ASM Formule 3  | HOC | HOC | BRH | BRH | NOR | NOR | MAG | MAG | MUG | MUG | ZAN | ZAN | NÜR | NÜR | CAT | CAT | NOG | NOG | HOC | HOC | 106   | 1º   |
| 2007     | ASM Formule 3  | 5   | 1   | 1   | Rit | 1   | Rit | 2   | 7   | 1   | 2   | 1   | 3   | 5   | 2   | 8   | SQ  | 1   | 3   | 2   | 3   | 106   | 1º   |

#### GP2 Series
(legenda) (Le gare in grassetto indicano la pole position) (Le gare in corsivo indicano il giro più veloce in gara)
| Stagione | Squadra          | 1   | 2   | 3   | 4   | 5   | 6   | 7   | 8   | 9   | 10  | 11  | 12  | 13  | 14  | 15  | 16  | 17  | 18  | 19  | 20  | Punti | Pos. |
| -------- | ---------------- | --- | --- | --- | --- | --- | --- | --- | --- | --- | --- | --- | --- | --- | --- | --- | --- | --- | --- | --- | --- | ----- | ---- |
| 2008     | ART Grand Prix   | CAT | CAT | IST | IST | MON | MON | MAG | MAG | SIL | SIL | HOC | HOC | HUN | HUN | VAL | VAL | SPA | SPA | MNZ | MNZ | 62    | 4º   |
| 2008     | ART Grand Prix   | 5   | 13  | 2   | 1   | Rit | 10  | Rit | Rit | 5   | 8   | 2   | 4   | 17  | 12  | 3   | Rit | 1   | 9   | 4   | 3   | 62    | 4º   |
| 2009     | Barwa Addax Team | CAT | CAT | MON | MON | IST | IST | SIL | SIL | NÜR | NÜR | HUN | HUN | VAL | VAL | SPA | SPA | MNZ | MNZ | ALG | ALG | 45    | 4º   |
| 2009     | Barwa Addax Team | 1   | 2   | 1   | 17  | Rit | 12  | 5   | 4   | 18  | 5   | 10  | 4   |     |     |     |     |     |     |     |     | 45    | 4º   |
| 2010     | DAMS             | CAT | CAT | MON | MON | IST | IST | VAL | VAL | SIL | SIL | HOC | HOC | HUN | HUN | SPA | SPA | MNZ | MNZ | YMC | YMC | 14    | 14º  |
| 2010     | DAMS             |     |     |     |     |     |     |     |     |     |     | 20  | 19  |     |     | 3   | 6   | 13  | 17  | 6   | 3   | 14    | 14º  |
| 2011     | DAMS             | IST | IST | CAT | CAT | MON | MON | VAL | VAL | SIL | SIL | NÜR | NÜR | HUN | HUN | SPA | SPA | MNZ | MNZ |     |     | 89    | 1º   |
| 2011     | DAMS             | 1   | 10  | SQ  | 9   | 4   | 3   | 1   | Rit | 4   | 1   | 3   | 1   | 1   | 3   | 3   | 4   | 3   | 21  |     |     | 89    | 1º   |

#### GP2 Asia Series
(legenda) (Le gare in grassetto indicano la pole position) (Le gare in corsivo indicano il giro più veloce in gara)
| Stagione | Squadra        | 1    | 2    | 3   | 4   | 5   | 6   | 7   | 8   | 9    | 10   | Punti | Pos. |
| -------- | -------------- | ---- | ---- | --- | --- | --- | --- | --- | --- | ---- | ---- | ----- | ---- |
| 2008     | ART Grand Prix | DUB1 | DUB1 | SEN | SEN | SEP | SEP | BHR | BHR | DUB2 | DUB2 | 61    | 1º   |
| 2008     | ART Grand Prix | 1    | 1    | 4   | 4   | 9   | 2   | 1   | Rit | 1    | Rit  | 61    | 1º   |
| 2011     | DAMS           | YMC  | YMC  | IMO | IMO |     |     |     |     |      |      | 24    | 1º   |
| 2011     | DAMS           | 2    | Rit  | 1   | 7   |     |     |     |     |      |      | 24    | 1º   |

#### Auto GP
(legenda) (Le gare in grassetto indicano la pole position) (Le gare in corsivo indicano il giro più veloce in gara)
| Stagione | Squadra | 1   | 2   | 3   | 4   | 5   | 6   | 7   | 8   | 9   | 10  | 11  | 12  | Punti | Pos. |
| -------- | ------- | --- | --- | --- | --- | --- | --- | --- | --- | --- | --- | --- | --- | ----- | ---- |
| 2010     | DAMS    | BRN | BRN | IMO | IMO | SPA | SPA | MAG | MAG | NAV | NAV | MNZ | MNZ | 58    | 1º   |
| 2010     | DAMS    |     |     |     |     | 1   | 2   | 1   | Rit | 3   | 1   | 1   | 3   | 58    | 1º   |

### Formula 1
| 2009 | Scuderia | Vettura |  |  |  |  |  |  |  |  |  |  |    |     |    |     |    |    |    |  |  |  |  | Punti | Pos. |
| ---- | -------- | ------- |  |  |  |  |  |  |  |  |  |  | -- | --- | -- | --- | -- | -- | -- |  |  |  |  | ----- | ---- |
| 2009 | Renault  | R29     |  |  |  |  |  |  |  |  |  |  | 15 | Rit | 15 | Rit | 16 | 13 | 18 |  |  |  |  | 0     | 23º  |

| 2011 | Scuderia | Vettura |  |  |  |  |  |  |  |  |  |  |  |  |  |  |  |  |  |    |    |  |  | Punti | Pos. |
| ---- | -------- | ------- |  |  |  |  |  |  |  |  |  |  |  |  |  |  |  |  |  | -- | -- |  |  | ----- | ---- |
| 2011 | Renault  | R31     |  |  |  |  |  |  |  |  |  |  |  |  |  |  |  |  |  | SP | SP |  |  |       |      |

| 2012 | Scuderia | Vettura |     |     |   |   |   |     |   |     |   |    |   |     |    |   |     |   |   |     |   |     |  | Punti | Pos. |
| ---- | -------- | ------- | --- | --- | - | - | - | --- | - | --- | - | -- | - | --- | -- | - | --- | - | - | --- | - | --- |  | ----- | ---- |
| 2012 | Lotus    | E20     | Rit | Rit | 6 | 3 | 4 | Rit | 2 | Rit | 6 | 18 | 3 | Rit | ES | 7 | 19† | 7 | 9 | Rit | 7 | Rit |  | 96    | 8º   |

| 2013 | Scuderia | Vettura |    |   |   |   |     |     |    |     |   |   |   |   |     |   |   |   |   |   |     |  |  | Punti | Pos. |
| ---- | -------- | ------- | -- | - | - | - | --- | --- | -- | --- | - | - | - | - | --- | - | - | - | - | - | --- |  |  | ----- | ---- |
| 2013 | Lotus    | E21     | 10 | 6 | 9 | 3 | Rit | Rit | 13 | 19† | 3 | 6 | 8 | 8 | Rit | 3 | 3 | 3 | 4 | 2 | Rit |  |  | 132   | 7º   |

| 2014 | Scuderia | Vettura |     |    |    |     |   |   |     |    |    |     |     |     |    |    |    |    |    |     |    |  |  | Punti | Pos. |
| ---- | -------- | ------- | --- | -- | -- | --- | - | - | --- | -- | -- | --- | --- | --- | -- | -- | -- | -- | -- | --- | -- |  |  | ----- | ---- |
| 2014 | Lotus    | E22     | Rit | 11 | 12 | Rit | 8 | 8 | Rit | 14 | 12 | Rit | Rit | Rit | 16 | 13 | 15 | 17 | 11 | 17† | 13 |  |  | 8     | 14º  |

| 2015 | Scuderia | Vettura    |     |    |   |   |   |    |    |     |     |   |   |     |     |   |     |     |    |   |   |  |  | Punti | Pos. |
| ---- | -------- | ---------- | --- | -- | - | - | - | -- | -- | --- | --- | - | - | --- | --- | - | --- | --- | -- | - | - |  |  | ----- | ---- |
| 2015 | Lotus    | E23 Hybrid | Rit | 11 | 7 | 7 | 8 | 12 | 10 | Rit | Rit | 7 | 3 | Rit | 13† | 7 | Rit | Rit | 10 | 8 | 9 |  |  | 51    | 11º  |

| 2016 | Scuderia | Vettura |   |   |    |   |     |    |    |    |   |     |    |    |    |    |    |     |    |    |    |    |    | Punti | Pos. |
| ---- | -------- | ------- | - | - | -- | - | --- | -- | -- | -- | - | --- | -- | -- | -- | -- | -- | --- | -- | -- | -- | -- | -- | ----- | ---- |
| 2016 | Haas     | VF-16   | 6 | 5 | 19 | 8 | Rit | 13 | 14 | 13 | 7 | Rit | 14 | 13 | 13 | 11 | NP | Rit | 11 | 10 | 20 | NP | 11 | 29    | 13º  |

| 2017 | Scuderia | Vettura |     |    |   |     |    |   |    |    |   |    |     |   |    |   |    |   |    |    |    |    |  | Punti | Pos. |
| ---- | -------- | ------- | --- | -- | - | --- | -- | - | -- | -- | - | -- | --- | - | -- | - | -- | - | -- | -- | -- | -- |  | ----- | ---- |
| 2017 | Haas     | VF-17   | Rit | 11 | 8 | Rit | 10 | 8 | 10 | 13 | 6 | 13 | Rit | 7 | 15 | 9 | 13 | 9 | 14 | 15 | 15 | 11 |  | 28    | 13º  |

| 2018 | Scuderia | Vettura |     |    |    |     |     |    |    |    |   |     |   |    |   |    |    |    |   |     |    |   |   | Punti | Pos. |
| ---- | -------- | ------- | --- | -- | -- | --- | --- | -- | -- | -- | - | --- | - | -- | - | -- | -- | -- | - | --- | -- | - | - | ----- | ---- |
| 2018 | Haas     | VF-18   | Rit | 13 | 17 | Rit | Rit | 15 | 12 | 11 | 4 | Rit | 6 | 10 | 7 | SQ | 15 | 11 | 8 | Rit | 16 | 8 | 9 | 37    | 14º  |

| 2019 | Scuderia | Vettura |     |     |    |     |    |    |    |     |    |     |   |     |    |    |    |     |    |    |    |    |    | Punti | Pos. |
| ---- | -------- | ------- | --- | --- | -- | --- | -- | -- | -- | --- | -- | --- | - | --- | -- | -- | -- | --- | -- | -- | -- | -- | -- | ----- | ---- |
| 2019 | Haas     | VF-19   | Rit | Rit | 11 | Rit | 10 | 10 | 14 | Rit | 16 | Rit | 7 | Rit | 13 | 16 | 11 | Rit | 13 | 17 | 15 | 13 | 15 | 8     | 18º  |

| 2020 | Scuderia | Vettura |     |    |    |    |    |    |    |    |    |    |   |    |    |     |     |     |     |  |  |  |  | Punti | Pos. |
| ---- | -------- | ------- | --- | -- | -- | -- | -- | -- | -- | -- | -- | -- | - | -- | -- | --- | --- | --- | --- |  |  |  |  | ----- | ---- |
| 2020 | Haas     | VF-20   | Rit | 13 | 16 | 16 | 16 | 19 | 15 | 12 | 12 | 17 | 9 | 17 | 14 | Rit | Rit | INF | INF |  |  |  |  | 2     | 19º  |

| Legenda | 1º posto     | 2º posto | 3º posto    | A punti         | Senza punti/Non class.  | Grassetto – Pole position Corsivo – Giro più veloce |
| Legenda | Squalificato | Ritirato | Non partito | Non qualificato | Solo prove/Terzo pilota | Grassetto – Pole position Corsivo – Giro più veloce |

† Non ha terminato, ma è stato classificato in quanto aveva completato più del 90% della distanza di gara.

### IndyCar Series
| Anno | Squadra                 | Telaio       | Motore    | 1      | 2      | 3      | 4      | 5       | 6       | 7      | 8      | 9      | 10     | 11     | 12     | 13     | 14     | 15     | 16     | 17     | Punti | Pos. |
| ---- | ----------------------- | ------------ | --------- | ------ | ------ | ------ | ------ | ------- | ------- | ------ | ------ | ------ | ------ | ------ | ------ | ------ | ------ | ------ | ------ | ------ | ----- | ---- |
| 2021 | Dale Coyne Racing       | Dallara DW12 | Honda     | ALA 10 | STP 13 | TXS    | TXS    | IMS 2   | INDY    | DET 23 | DET 24 | ROA 5  | MDO 7  | NSH 16 | IMS 2  | GTW 14 | POR 22 | LAG 3  | LBH 24 |        | 272   | 15º  |
| 2022 | Andretti Autosport      | Dallara DW12 | Honda     | STP 5  | TXS 26 | LBH 2  | ALA 7  | IMS 17  | INDY 31 | DET 17 | ROA 4  | MDO 21 | TOR 16 | IOW 7  | IOW 9  | IMS 16 | NSH 16 | MAD 13 | POR 19 | LAG 7  | 328   | 13º  |
| 2023 | Andretti Autosport      | Dallara DW12 | Honda     | STP 18 | TXS 14 | LBH 2  | ALA 2  | IMS 11  | INDY 30 | DET 24 | ROA 25 | MDO 13 | TOR 22 | IOW 11 | IOW 12 | NSH 6  | IMS 18 | MAD 12 | POR 27 | LAG 11 | 296   | 13º  |
| 2024 | Juncos Hollinger Racing | Dallara DW12 | Chevrolet | STP 22 | LBH 8  | ALA 12 | IMS 12 | INDY 19 | DET 23  | ROA 7  | LAG 4  | MDO 23 | IOW 24 | IOW 10 | TOR 9  | GAT 16 | POR 27 | MIL 24 | MIL 9  | NSH 16 | 260   | 17º  |

### Risultati delle gare di auto sportive

#### Campionato mondiale FIA GT1
| Anno | Squadra            | Vettura  | 1        | 2        | 3         | 4          | 5        | 6        | 7        | 8        | 9         | 10        | 11     | 12     | 13     | 14     | 15     | 16     | 17     | 18     | 19     | 20     | Punti | Pos. |
| ---- | ------------------ | -------- | -------- | -------- | --------- | ---------- | -------- | -------- | -------- | -------- | --------- | --------- | ------ | ------ | ------ | ------ | ------ | ------ | ------ | ------ | ------ | ------ | ----- | ---- |
| 2010 | Matech Competition | Ford GT1 | ABU QR 2 | ABU CR 1 | SIL QR 21 | SIL CR Rit | BRN QR 6 | BRN CR 1 | PRI QR 7 | PRI CR 7 | SPA QR 20 | SPA CR 14 | NÜR QR | NÜR CR | ALG QR | ALG CR | NAV QR | NAV CR | INT QR | INT CR | SAN QR | SAN CR | 62    | 11º  |

#### Campionato IMSA
| Anno    | Team                    | Classe  | Auto                        | 1      | 2     | 3   | 4   | 5   | 6   | 7   | 8   | 9   | Punti | Pos. |
| ------- | ----------------------- | ------- | --------------------------- | ------ | ----- | --- | --- | --- | --- | --- | --- | --- | ----- | ---- |
| 2023    | Iron Lynx               | GTD Pro | Lamborghini Huracán GT3 Evo | DAY 4  | SEB 4 | LBH | LGA | WGL | MOS | ROA | IMS | PET | 612   | 14°  |
| 2024    | Iron Lynx               | GTD Pro | Lamborghini Huracán GT3 Evo | DAY 12 |       |     |     |     |     |     |     |     | 213*  |      |
| 2024    | Lamborghini – Iron Lynx | GTP     | Lamborghini SC63            |        | SEB 7 | LBH | LGA | DET | WGL | ELK | IMS | ATL | 263*  |      |
| Legenda |                         |         |                             |        |       |     |     |     |     |     |     |     |       |      |

*Stagione in corso.

#### 24 Ore di Le Mans
| Anno | Classe   | N° | Gomme | Vettura               | Squadra               | Co-piloti                        | Giri | Pos. Assol. | Pos. di Classe |
| ---- | -------- | -- | ----- | --------------------- | --------------------- | -------------------------------- | ---- | ----------- | -------------- |
| 2010 | LMGT1    | 60 | M     | Ford GT1 Ford 5.3L V8 | Matech Competition    | Thomas Mutsch Jonathan Hirschi   | 171  | Rit         | Rit            |
| 2024 | Hypercar | 19 | M     | Lamborghini SC63      | Lamborghini Iron Lynx | Andrea Caldarelli Matteo Cairoli | 309  | 13°         | 13°            |

#### 24 Ore di Daytona
| Anno | Classe  | N° | Vettura                     | Squadra   | Co-piloti                                        | Giri | Pos. Assol. | Pos. di Classe |
| ---- | ------- | -- | --------------------------- | --------- | ------------------------------------------------ | ---- | ----------- | -------------- |
| 2023 | GTD Pro | 63 | Lamborghini Huracán GT3 Evo | Iron Lynx | Mirko Bortolotti Jordan Pepper Andrea Caldarelli | 728  | 24°         | 4°             |
| 2024 | GTD Pro | 60 | Lamborghini Huracán GT3 Evo | Iron Lynx | Matteo Cairoli Matteo Cressoni Claudio Schiavoni | 293  | Rit         | Rit            |

#### 12 Ore di Sebring
| Anno | Classe  | N° | Vettura                     | Squadra                 | Co-piloti                        | Giri | Pos. Assol. | Pos. di Classe |
| ---- | ------- | -- | --------------------------- | ----------------------- | -------------------------------- | ---- | ----------- | -------------- |
| 2023 | GTD Pro | 63 | Lamborghini Huracán GT3 Evo | Iron Lynx               | Jordan Pepper Franck Perera      | 303  | 20°         | 4°             |
| 2024 | GTP     | 63 | Lamborghini SC63            | Lamborghini – Iron Lynx | Matteo Cairoli Andrea Caldarelli | 333  | 7°          | 7°             |

## Altre attività
Grosjean appare nel video del brano Dangerous di David Guetta e Sam Martin.